# Skottet (1914)
Skottet är en svensk film från 1914 i regi av Mauritz Stiller.

## Om filmen
Filmen premiärvisades den 19 september 1914 på Paladsteatret i Köpenhamn och spelades in vid Svenska Biografteaterns ateljé på Lidingö med exteriörer från ateljéns omgivningar och Lidingö kyrka av Julius Jaenzon.  

## Roller i urval
- Egil Eide – Holm, skogvaktare
- Jenny Tschernichin-Larsson – Hans mor
- William Larsson – Brandt, godsägare
- Lisa Håkansson-Taube – Hans hustru
- Nils Elffors – Brandts betjänt
- Gull Natorp – Husa hos Brandt